# Distretto di Kasby
Il distretto di Kasby è uno dei 13 distretti della Regione di Kashkadarya, in Uzbekistan. Il capoluogo è Muglan.